# Coppa Italia 2009-2010 (calcio a 5)
La Coppa Italia 2009-2010 è stata la 25ª edizione assoluta della manifestazione e la 7ª disputata con la formula final eight. Si è svolta tra il 5 ed l'8 marzo 2010 presso il PalaFabris di Padova ed è stata sponsorizzata dalla Joma. A conquistare la coppa è stata la Marca dopo aver superato in finale il Napoli Vesevo, vincendo così il primo trofeo della propria storia.

## Squadre qualificate
Alla Coppa Italia sono iscritte d'ufficio le Società classificatesi ai primi otto posti del girone di andata del Campionato Nazionale di Serie A. Le società sono state distribuite in due gruppi: nel gruppo A sono state inserite le squadre classificatesi nelle prime quattro posizioni al termine del girone di andata mentre nel gruppo B quelle giunte dal quinto all'ottavo posto. Nei quarti di finale si sono affrontate una squadra del gruppo A ed una del gruppo B. Gli accoppiamenti sono stati determinati tramite sorteggio che si è tenuto giovedì 25 febbraio alle 12:30 nella sede del comune di Padova.
| Gruppo A | Gruppo A     | Gruppo B | Gruppo B      |
| 1        | Montesilvano | 5        | Bisceglie     |
| 2        | Marca        | 6        | Atiesse       |
| 3        | Luparense    | 7        | TSC Lazio     |
| 4        | Augusta      | 8        | Napoli Vesevo |

## Impianto sportivo

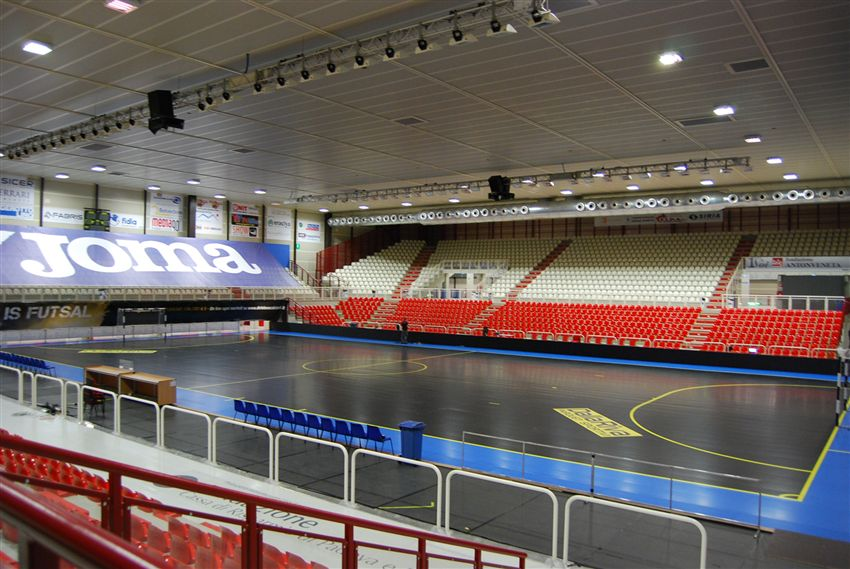
Il fondo nero del PalaFabris durante la manifestazione

Il PalaFabris, recentemente ristrutturato e capace di accogliere sino a 4.500 persone a sedere. Il fondo di gioco è in parquet nero, il medesimo sul quale si sono disputati gli ultimi campionati europei di Debrecen. Una superficie di gioco innovativa che per la prima volta sarà utilizzata in Italia e in Europa per quanto riguarda una manifestazione di club.

## Tabellone
|  | Quarti di finale | Quarti di finale | Quarti di finale |               |               | Semifinali    | Semifinali | Semifinali |  |  | Finale | Finale | Finale |  |
|  |                  |                  |                  |               |               |               |            |            |  |  |        |        |        |  |
|  | Montesilvano     | Montesilvano     | 5                |               |               |               |            |            |  |  |        |        |        |  |
|  | Montesilvano     | Montesilvano     | 5                |               |               |               |            |            |  |  |        |        |        |  |
|  | Atiesse          | Atiesse          | 4                |               |               |               |            |            |  |  |        |        |        |  |
|  | Atiesse          | Atiesse          | 4                |               | Montesilvano  | Montesilvano  | 3          |            |  |  |        |        |        |  |
|  |                  |                  |                  |               | Montesilvano  | Montesilvano  | 3          |            |  |  |        |        |        |  |
|  |                  |                  | Napoli Vesevo    | Napoli Vesevo | 5             |               |            |            |  |  |        |        |        |  |
|  | Augusta          | Augusta          | Napoli Vesevo    | Napoli Vesevo | 5             | 3             |            |            |  |  |        |        |        |  |
|  | Augusta          | Augusta          |                  |               |               |               |            |            |  |  |        |        |        |  |
|  | Napoli Vesevo    | Napoli Vesevo    | 6                |               |               |               |            |            |  |  |        |        |        |  |
|  | Napoli Vesevo    | Napoli Vesevo    | 6                |               | Napoli Vesevo | Napoli Vesevo | 2          |            |  |  |        |        |        |  |
|  |                  |                  |                  |               |               |               |            |            |  |  |        |        |        |  |
|  |                  |                  | Marca            | Marca         | 3             |               |            |            |  |  |        |        |        |  |
|  | Marca            | Marca            | Marca            | Marca         | 3             | 6             |            |            |  |  |        |        |        |  |
|  | Marca            | Marca            |                  |               |               |               |            |            |  |  |        |        |        |  |
|  | TSC Lazio        | TSC Lazio        | 1                |               |               |               |            |            |  |  |        |        |        |  |
|  | TSC Lazio        | TSC Lazio        | 1                |               | Marca         | Marca         | 7          |            |  |  |        |        |        |  |
|  |                  |                  |                  |               | Marca         | Marca         | 7          |            |  |  |        |        |        |  |
|  |                  |                  | Luparense        | Luparense     | 5             |               |            |            |  |  |        |        |        |  |
|  | Luparense        | Luparense        | Luparense        | Luparense     | 5             | 8             |            |            |  |  |        |        |        |  |
|  | Luparense        | Luparense        |                  |               |               |               |            |            |  |  |        |        |        |  |
|  | Bisceglie        | Bisceglie        | 3                |               |               |               |            |            |  |  |        |        |        |  |

## Quarti di finale
Le otto squadre classificate si incontreranno in gare di sola andata venerdì 5 marzo.
Risulteranno qualificate alla semifinali le quattro squadre che nei rispettivi incontri avranno segnato il maggior numero di reti.
In caso di parità, al termine dei tempi regolamentari, si effettueranno due tempi supplementari della durata di 5 minuti ciascuno.
In caso di ulteriore parità si procederà ai calci di rigore.
| Arbitri: | Giuseppe Piazzolla (Barletta) Damiano De Felice (Molfetta) |

|                                                      |           |                                               |
| Calderolli 12’ Patias 14’ Borruto 18’ 23’ Júnior 32’ | Marcatori | 14’ (aut.) Forte 17’ Torcivia 26’, 34’ Daguer |

| Arbitri: | Ugo Luigi Navillod (Aosta) Luca Giacomin (Mestre) |

|                                              |           |                                                                                                 |
| Fortino 12'48'’ Saiotti 14'16'’ Kaká 38'53'’ | Marcatori | 3'32'’ Sandrinho 14'23'’ Rogério 18'19'’ Melise 36'31'’ Campano 37'50'’ Fornari 38'50'’ Salomão |

| Arbitri: | Gianpaolo Gallone (Busto Arsizio) Fabio Bosi (Foligno) |

|                                                                                           |           |                 |
| Nora 2'52'’ Wilhelm 9'08'’ Ippoliti 21'18'’ (aut.) Duarte 24'23'’ 28'12'’ Amoroso 26'06'’ | Marcatori | 36'48'’ Moreira |

| Arbitri: | Fabrizio Ferrari (Modena) Aniello Prisco (Frosinone) |

| |           |                                           |
| Chilavert 2'24'’ Muñoz 14'27'’ Honorio 19'32'’ Vampeta 24'15'’ 34'18'’ 35'01'’ Baptistella 30'22'’ Nuno 39'30'’ | Marcatori | 27'56'’, 39'23'’ Nicolodi 38'17'’ Pedotti |

## Semifinali
Le quattro squadre classificate si incontreranno in gare di sola andata sabato 6 marzo.
Risulteranno qualificate alla finale le due squadre che nei rispettivi incontri avranno segnato il maggior numero di reti.
In caso di parità, al termine dei tempi regolamentari, si effettueranno due tempi supplementari della durata di 5 minuti ciascuno.
In caso di ulteriore parità si procederà alla effettuazione dei calci di rigore.
| Arbitri: | Francesco Massini (Roma 1) Alberto Maestroni (Varese) |

|                                            |           |                                                                                     |
| Borruto 17'50'’, 36'03'’ Cuzzolino 42'22'’ | Marcatori | 4'37'’ Rogério 36'35'’ (rig.) Campano 43'54'’ Rossa 46'40'’ Fornari 47'47'’ Salomão |

| Arbitri: | Massimo Cumbo (Ostia Lido) Alessandro Scardicchio (Bari) |

|                                                                         |           |                                                                                               |
| Nuno 18'17'’, 39'50'’ Muñoz 23'13'’ Danieli 44'54'’ Baptistella 47'52'’ | Marcatori | 13'28'’, 43'45'’, 45'55'’ Nora 28'09'’ Coco 35'54’ Wilhelm 44'49'’ Bertoni 49'57'’ De Nichile |

## Finale
Risulterà vincitrice della Coppa Italia di Serie A stagione sportiva 2009-2010 la squadra che avrà segnato il maggior numero di reti.
In caso di parità, al termine dei tempi regolamentari, si effettueranno due tempi supplementari della durata di 5 minuti ciascuno.
In caso di ulteriore parità si procederà alla effettuazione dei calci di rigore.
| Arbitri: | Alessandro Malfer (Rovereto) Mario Baglivo (Pisa) Pasquale Casale (Firenze) |
| Crono:   | Pierluigi Bedendo (Rovigo)                                                  |

| |            | |
| Bertoni 10'03'’ Duarte 25'28'’ Brancher 26'40'’ | Marcatori  | 28'09'’ Rogério 39'19'’ Sandrinho |
| · Alexandre Feller · Fernando Grana · Patrick Nora · Edgar Bertoni · Daniel De Nichile · Alberto Taborra · Vinícius Duarte · Márcio Brancher · Fabrizio Amoroso · Fernando Wilhelm · Wellington Coco · Nicola Magaton | Formazioni | · Felipe Bernardi · Pablo Taborda · Almir Rossa · Sandrinho · Rogério · Gaetano Lotito · Daniele Melise · Cristian Bresciani · Antonio Campano · Massimo De Luca · Jader Fornari · Rafael Salomão |
| Ramiro Lopéz | Allenatori | Andrea Centonze |

## Classifica marcatori
- 4 Borruto, Nora

## Copertura televisiva
Tutti gli incontri della final eight sono stati trasmessi su Rai Sport Più e Rai 3.